# 줄리아 맨쿠소
줄리아 마리 맨쿠소(영어: Julia Marie Mancuso, 1984년 3월 9일~)는 미국의 알파인 스키 선수이다. 2006년 동계 올림픽에서 여자 대회전 종목 금메달을 획득했고, 2010년 동계 올림픽에서 은메달 2개, 2014년 동계 올림픽 동메달 1개를 획득하면서 미국 여자 알파인 스키 중 가장 많은 올림픽 메달을 획득한 선수가 되었다. 또한 세계 선수권 대회에서 은메달 2개, 동메달 3개를 획득했으며, 알파인 스키 월드컵에서 종합 3위 1회 달성했으며, 금메달 7개를 획득했다.